# Alexander McCulloch
Alexander McCulloch (Melbourne, 25 de outubro de 1887 - 5 de setembro de 1951) foi um remador britânico.
Alexander McCulloch competiu nos Jogos Olímpicos de 1908, na qual conquistou a medalha de prata no skiff simples.